# Sarzedo, Minas Gerais
Sarzedo este un oraș în Minas Gerais (MG), Brazilia.